# Bertil Rönnmark
Bertil Rönnmark (Jämshög, 24 dicembre 1905 – Enskede-Årsta, 1º aprile 1967) è stato un tiratore a segno svedese.

## Palmarès

### Olimpiadi
- 1 medaglia:
  - 1 oro (Los Angeles 1932 nella carabina 50 metri a terra)